# Нижний Шекер
Нижний Шекер — река в России, протекает в Лескенском районе Кабардино-Балкарской Республики и Ирафском районе республики Северная Осетия. Длина реки составляет 12 км. Площадь водосборного бассейна — 25,9 км².
Начинается к северу от села Новый Урух на склоне кургана Белти-Тулур. Течёт в северном направлении через буково-грабовый лес, в низовьях — через сады. Сливаясь с Верхним Шекером к востоку от села Старый Лескен, образует реку Шекер.

## Данные водного реестра
По данным государственного водного реестра России относится к Западно-Каспийскому бассейновому округу, водохозяйственный участок реки — Терек от впадения реки Урух до впадения реки Малка. Речной бассейн реки — Реки бассейна Каспийского моря междуречья Терека и Волги.
Код объекта в государственном водном реестре — 07020000412108200004027.